# Gabrielle Traxler
Gabrielle Traxler (* 16. September 1942 in Digne-les-Bains; † 21. Juli 2015) war eine österreichische Politikerin (SPÖ) und von 1983 bis 1994 Abgeordnete zum Österreichischen Nationalrat.

## Ausbildung und Beruf
Die Tochter des Sozialdemokraten und Gewerkschaftsaktivisten Josef Eksl wurde in der Emigration geboren und besuchte das Lycée Français de Vienne, das sie 1961 mit der Matura abschloss. Danach absolvierte sie Bürokurse in Stenographie, Maschinschreiben und Buchhaltung. Sie arbeitete als Stenotypistin in einer Furnierfabrik und war Sekretärin am französischen Kulturinstitut „Institut Francais“. Des Weiteren war sie als Fachgruppensekretärin in der Gewerkschaft Hotel, Gastgewerbe, Persönlicher Dienst (Abteilung Hausangestellte und Heimhelferinnen) tätig und später Frauensekretärin des Österreichischen Gewerkschaftsbundes. Von 1989 bis 1992 hatte sie die Leitung des Internationalen Referates Ost im ÖGB inne.
Im Anschluss an ihre politische Karriere stieg Traxler in die Immobilienbranche ein. Sie absolvierte die Ausbildung zur Immobilienmaklerin und gründete kurze Zeit später ihre eigene Maklerfirma SOL Immobilien. Mitte der 2000er expandierte sie mit ihrem Unternehmen auch in die französische Schweiz.
Parallel zu ihrer Tätigkeit im Immobilienbereich engagierte sie sich stark für soziale Projekte in Wien. Sie rief unter anderem zwei soziale Vereine ins Leben – der Verein "Zukunft Familie" widmete sich der Familienberatung und der Verein "Wir helfen" engagierte sich stark in der Obdachlosenbetreuung und -unterbringung. So konnten mit Unterstützung der Stadt Wien in der stärksten Zeit sogar neun Sozialwohnungen angemietet werden, die als Wohngemeinschaften für obdachlose Personen eingerichtet wurden und zahlreichen Menschen halfen, wieder Fuß zu fassen.

## Politik
Traxler trat 1956 der SPÖ bei und war Funktionärin des Verbandes Sozialistischer Mittelschüler. Sie hatte die Funktion einer Kammerrätin in der Kammer für Arbeiter und Angestellte für Wien inne und vertrat die SPÖ von 1978 bis 1983 im Wiener Gemeinderat und Wiener Landtag. Mit dem 1. Juni 1983 wechselte sie in den Nationalrat und hatte in der Folge die Funktion der SPÖ-Familiensprecherin inne. Nachdem die Zeitung "Täglich Alles" im Herbst 1992 behauptet hatte, dass Traxler eine Mitarbeiterin widerrechtlich während ihres Krankenstandes entlassen hätte, wurde Traxler als Familiensprecherin abgesetzt und trat aus der SPÖ aus. Traxler selbst sah in den Vorwürfen einen Teil einer Diffamierungskampagne des SP-Klubs gegen sie. In die Kritik geriet Traxler jedoch auch als sie nach dem Ende ihres Dienstverhältnisses beim ÖGB neben ihrem Abgeordnetengehalt auch Arbeitslosengeld bezog. Traxler rechtfertigte diesen Schritt mit dem sonst fehlenden Versicherungsschutz und dass das Arbeitsamt ihr das Geld ohne ihr Zutun zugesprochen hätte. Sie habe ihre Bezüge zudem später karitativen Zwecken zugeführt. Als Folge kündigten Sozialminister Josef Hesoun und Nationalratspräsident Heinz Fischer eine Gesetzesänderung an, damit Mandatare künftig kein Arbeitslosengeld beziehen können.
Traxler trat am 16. Dezember 1992 aus dem SPÖ-Klub aus und war vom 17. Dezember 1992 bis zum 6. November 1994 als „wilde Abgeordnete“ im Parlament. Später war sie Vorstandsmitglied im Club unabhängiger Liberaler.

## Auszeichnungen
- Großes Goldenes Ehrenzeichen für Verdienste um die Republik Österreich